# Province de Santa Fe
Pour les articles homonymes, voir Santa Fe.
La province de Santa Fe est une province du Centre-Est de l'Argentine. Sa capitale est la ville de Santa Fe.

## Histoire
Les tribus indigènes qui habitaient cette région étaient les Tobas encore appelés Qoms, Timbús, les Mocovís, les Pilagás, les Guaycurús et les Guaranís. Ils étaient nomades, vivaient de la chasse, de la pêche et de la récolte des fruits.
Le premier établissement espagnol date de l’année 1527, dans la confluence des fleuves Paraná et Carcarañá, quand Sébastien Cabot dans son voyage nord, avait fondé le fort Sancti Spiritu, détruit deux années et demie plus tard par les Indiens.
La ville de Santa Fe a été fondée en 1573 par Juan de Garay aux alentours de l’actuelle Cayastá. Entre 1651 et 1660, à cause des risques trop élevés d'inondations, elle a été transférée à un autre emplacement.

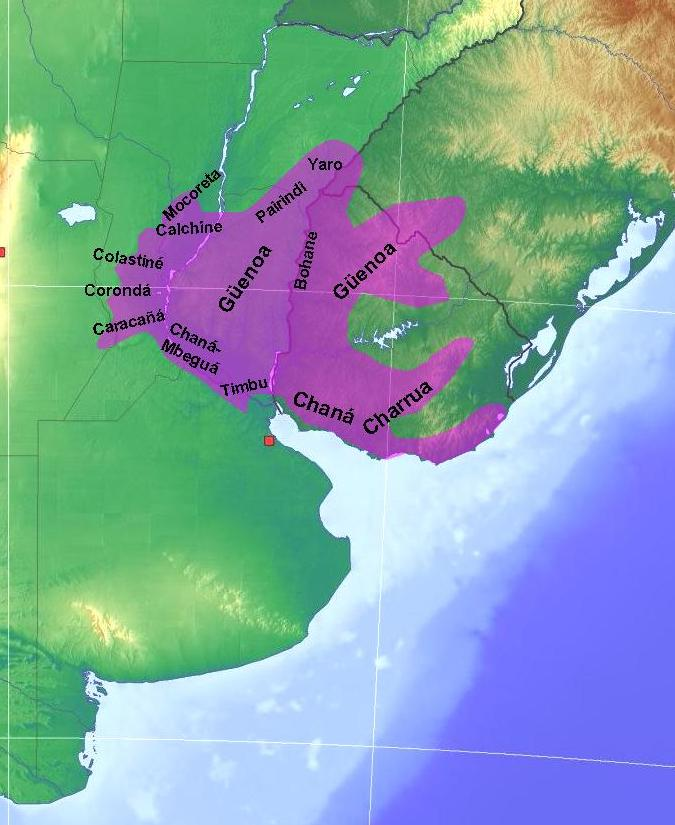
Las distinctes ethnies indigènes de la région du Río de la Plata.

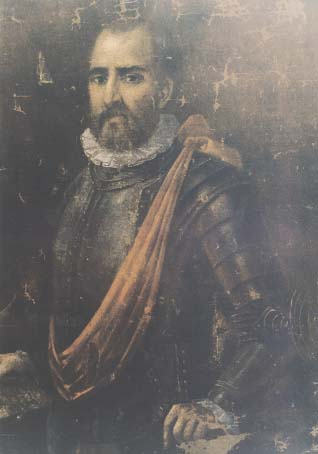
Juan de Garay fondateur de Santa Fe.

En 1812, l’avocat et général Manuel Belgrano fait jurer pour la première fois sur le drapeau argentin à ses soldats, au bord du fleuve Paraná, dans le village de Rosario, 160 km au sud de Santa Fe.
Courant 1815, le gouvernement central de Carlos María de Alvear tombait à la suite de la rébellion de Ignacio Álvarez Thomas (alors à la tête d'une armée envoyée contre Santa Fe pour combattre Artigas). Le chef de la milice locale, Francisco Candioti se chargeait, pacifiquement, du gouvernement, commençant ainsi la période de Santa Fe comme province autonome. Cette étape fut courte, car la même année, à la suite du décès de Candioti, le gouvernement central constituait un gouvernement dépendant de Buenos Aires. Toutefois, en 1816, les caudillos Mariano Vera et Estanislao López tombaient. Le gouverneur proclamait alors la souveraineté de la province et son entrée dans la Ligue des Peuples Libres, de Artigas.
López avait dicté, en 1818, une constitution provinciale de caractère fortement conservateur, après avoir rejeté un projet présenté par une assemblée provinciale. Pendant les luttes civiles de 1820, les troupes santafesines ont été décisives dans la défaite de l’armée porteño centraliste. Ainsi, avec le temps López s'est transformé et est devenu le « Patriarche de la Fédération », et la « référence » du Parti fédéraliste jusqu'à son décès en 1838.
Après la mort de López, son secrétaire et homme de confiance, José María Cullen est choisi comme gouverneur. Cependant, Cullen étant un rival potentiel de Juan Manuel de Rosas, le gouverneur de Buenos Aires est chargé des relations extérieures de la Confédération, ce dernier a cherché et obtenu sa capture et son exécution afin de nommer un gouverneur "pro-rosiste" Juan Pablo López. Ce nouveau gouverneur s'est maintenu au pouvoir, en alternance avec Pascual Echagüe, jusqu’à l’invasion de la province par la Grande Armée de Justo José de Urquiza, en décembre 1851. Durant son mandat en 1841, une nouvelle Constitution a été adoptée.
Après l’Organisation nationale, la province a vécu une période de paix, seulement altérée par de fortes luttes électorales entre les deux courants politiques : le courant fédéral partisan d’Urquiza et le courant national ou libéral partisan de Bartolomé Mitre.
L'hégémonie politique des conservateurs a été menacé par la formation de nouveaux partis politiques : l’Unión Cívica Radical (Union Civique Radicale) et le Partido Demócrata Progresista (Parti Démocrate Progressiste), formé à partir de la Ligue du Sud, dirigé par Lisandro de la Torre. De même la création de la Fédération agricole argentine, à la suite des Révoltes d’Alcorta (nommé d'après la ville santafesine d’Alcorta), menés par des chacareros (fermiers) a eu un grand effet au niveau national.
Santa Fe fut la première province à appliquer la réforme électorale de 1912 (loi Sáenz Peña) lors des élections de 1912 qui virent le triomphe de l'UCR pour la première fois. L'UCR se maintient au pouvoir jusqu'au coup d'État de 1930. En 1932, le PDP arriva au pouvoir avec Luciano Molinas comme gouverneur.
Pendant la période péroniste, Santa Fe en devient le bastion le plus important, surtout la ville de Rosario, connue comme la capitale du péronisme. Durant les années 1960, en raison de l'interdiction du péronisme, la province fut gouvernée par l'UCRI (1958-1962) et l'UCRP (1963-1966), divisions du radicalisme. En 1969, Rosario fut un foyer important de la protestation appelée Cordobazo et qui a laissé des traces visibles dans la ville.
Après le retour de la démocratie en 1983, la province a été gouvernée par le péronisme, avec notamment le pilote de F1 Carlos Reutemann dans les années 1990 et 2000, bien qu'en certaines occasions (comme en 2003 le candidat socialiste Hermes Binner), le candidat ayant obtenu le plus de voix appartient à un des partis d'opposition.

## Géographie

### Situation
La province est limitée au nord par la province du Chaco, à l’est par les provinces de Corrientes et Entre Ríos, au sud par la province de Buenos Aires et à l’ouest par les provinces de Santiago del Estero et Córdoba.

### Géographie physique

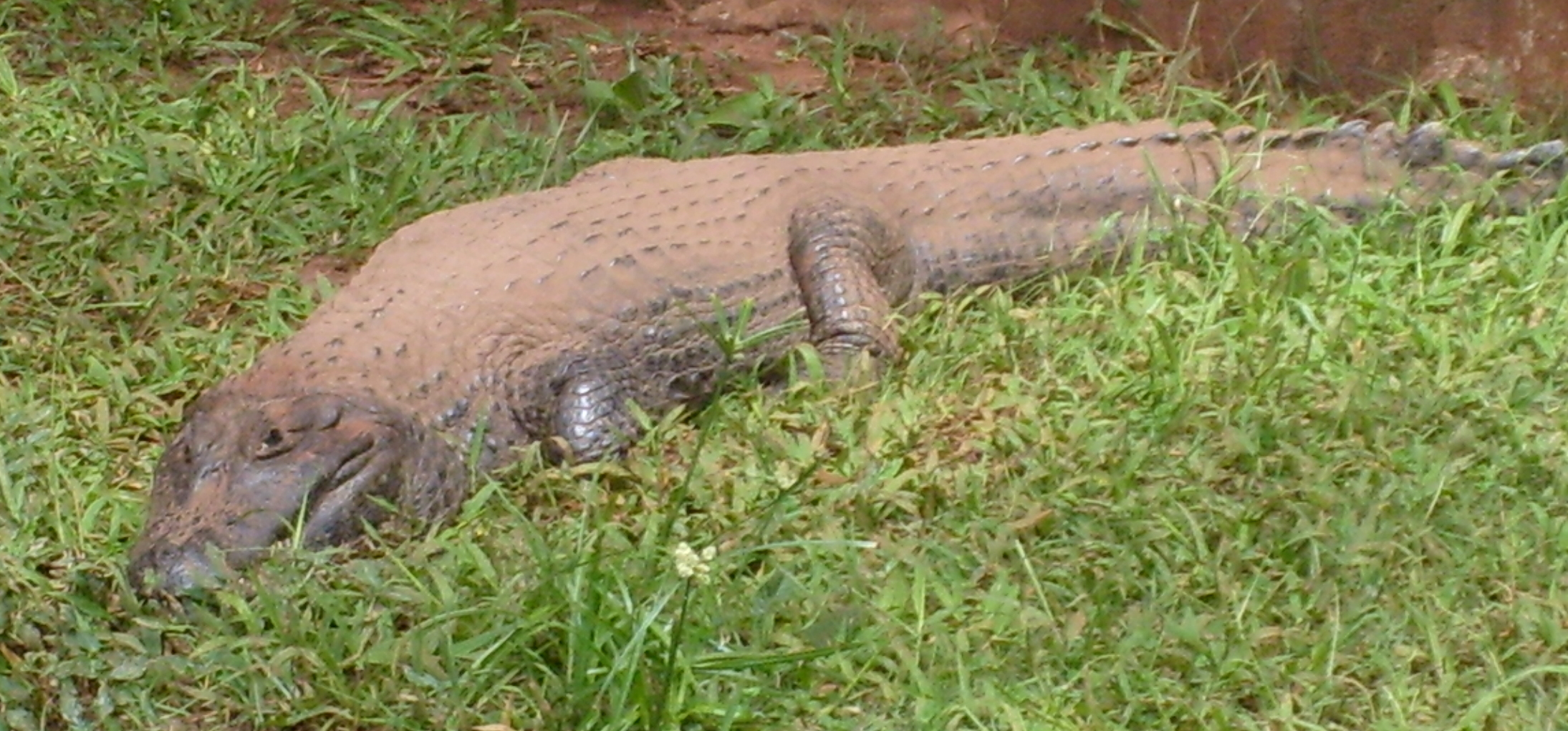
Le Caïman à museau large se maintient dans la vaste zone appelée Vallée d'inondation du río Paraná.

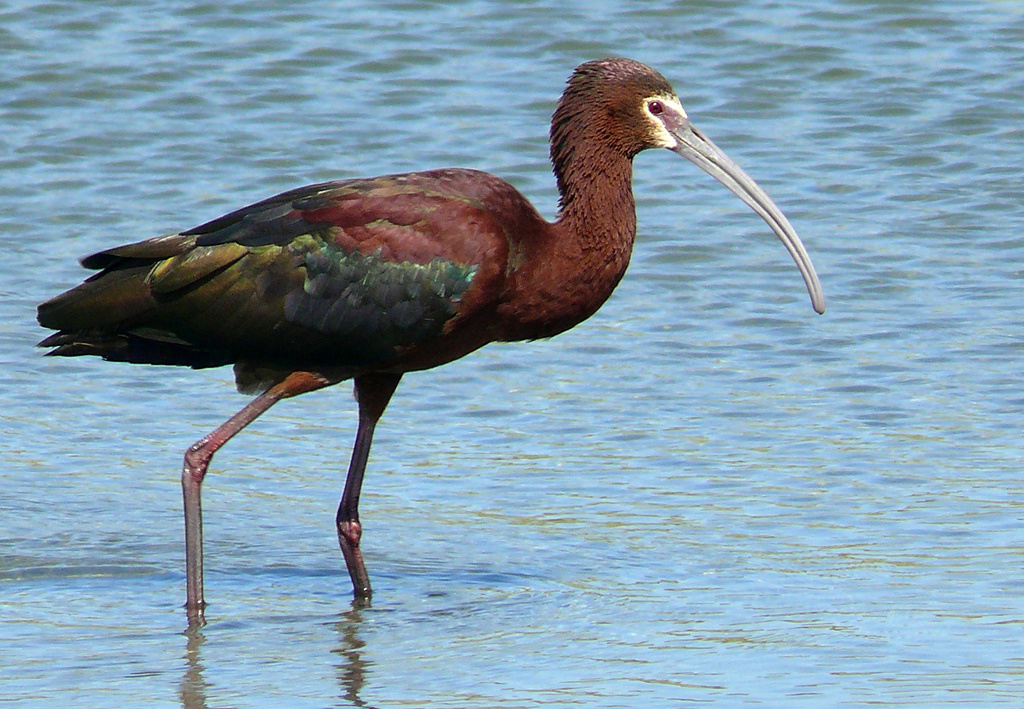
L'Ibis à face blanche prospère lui aussi dans les zones amphibies.

Bien qu'enclavée, la province a un accès à la mer grâce au fleuve Paraná, qui se jette dans le río de la Plata. Elle est la dixième province argentine en superficie. Elle se compose d'une vaste plaine. La rivière río Salado del Norte marque la séparation entre la zone nord, incluse dans la Région du Chaco et la zone sud qui appartient la plaine de la Pampa. Cette plaine est le résultat de l'accumulation de sédiments provenant du massif brésilien, durant l'ère précambrienne. La partie la plus élevée se trouve à l'ouest de la province. Au sud de la capitale provinciale, le Río Paraná est bordé de hautes rives.
La région orientale de la province correspond à la vallée du Paraná inférieur, vaste zone plane, sans reliefs et amphibie, de 20 à 30 kilomètres de large, possédant une flore et une faune extrêmement abondante et variée. Les nombreux bras du fleuve et de ses affluents droits forment tout un système d'îles. On appelle cette zone Vallée d'inondation du río Paraná. Celle-ci très large, oscille entre 10 et 20 kilomètres. Toute cette vallée d'inondation est occupée par des dépôts alluviaux que la dynamique du fleuve modifie constamment.
Il y a en permanence une série de bras du fleuve, larges ou moins larges, calmes ou en mouvement et au lit changeant, ainsi que de nombreux étangs et lagunes. L'humidité ambiante est élevée et la température souvent extrême, avec des variations quotidiennes et saisonnières importantes. Ceci a permis la présence uniforme de communautés d'espèces typiques des écorégions subtropicales humides.
À l'ouest, une fois quittée la vallée d'inondation du río Paraná, s'étend dans la moitié nord de la province la région du Chaco austral. Dans la moitié sud, c'est la Pampa humide qui débute.

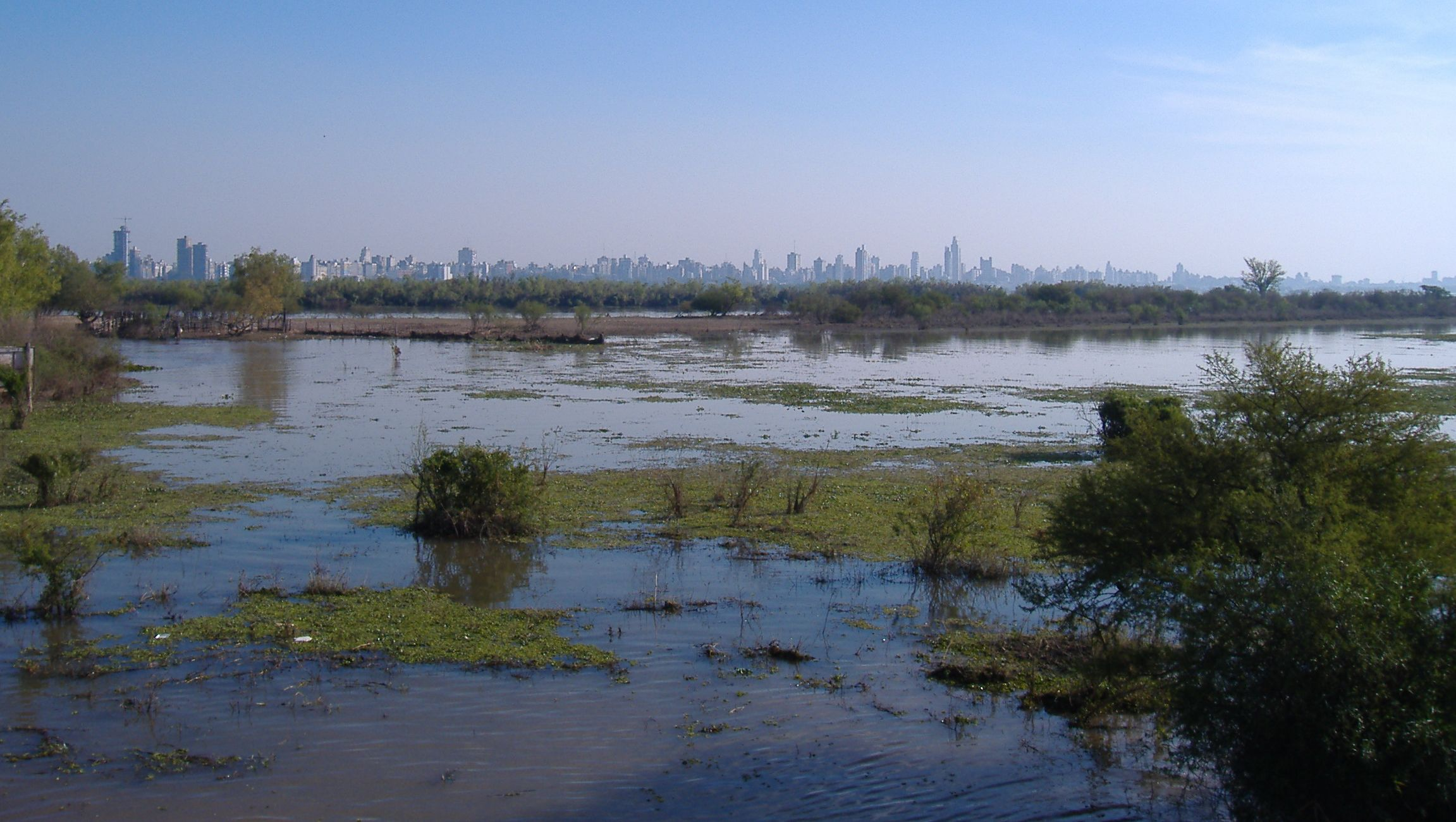
Le début du delta du Paraná au niveau de Rosario.

### Climat
La province a un climat subtropical humide, caractérisé par des étés chauds et humides et des hivers frais.
| Mois                     | jan. | fév. | mars | avril | mai  | juin | jui. | août | sep. | oct. | nov. | déc. | année |
| ------------------------ | ---- | ---- | ---- | ----- | ---- | ---- | ---- | ---- | ---- | ---- | ---- | ---- | ----- |
| Température moyenne (°C) | 25,4 | 24,3 | 22,1 | 18,4  | 15,6 | 11,9 | 11,8 | 13,1 | 15,2 | 18,6 | 21,5 | 24,1 | 18,5  |
| Précipitations (mm)      | 114  | 113  | 151  | 90    | 45   | 28   | 28   | 35   | 59   | 99   | 108  | 101  | 977   |

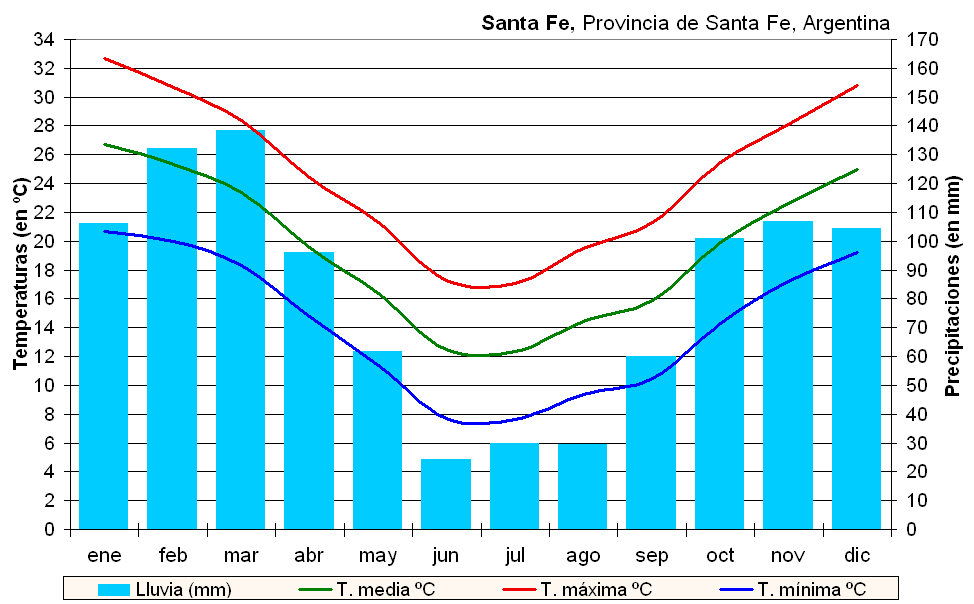
Climogramme de Santa Fe

La température moyenne de la ville de Santa Fe, atteint 18,5 °C, ce qui est vraiment beaucoup plus chaud que les 10,8 °C de Paris, 10,5 °C de Genève, 10,4 °C de Bruxelles, soient des températures beaucoup plus basses. On voit ainsi que la ville et sa région bénéficient d'un climat subtropical chaud. En réalité le climat de la ville soutient largement la comparaison avec la ville française de Nice (moyenne annuelle de 16,0 °C) ou italienne de Rome (15,5 °C).
Le sud de la province, c'est-à-dire la région de Rosario, a un régime thermique et des précipitations assez semblables à ceux de la Pampa humide.
| Mois                     | jan.  | fév.  | mars  | avril | mai  | juin | jui. | août | sep. | oct. | nov. | déc. | année |
| ------------------------ | ----- | ----- | ----- | ----- | ---- | ---- | ---- | ---- | ---- | ---- | ---- | ---- | ----- |
| Température moyenne (°C) | 24,2  | 23,1  | 20,8  | 17,1  | 13,7 | 10,3 | 10,3 | 11,5 | 13,9 | 17,3 | 20,3 | 23   | 17,1  |
| Précipitations (mm)      | 104,5 | 116,4 | 164,6 | 79,7  | 46,7 | 36,6 | 36,8 | 36,7 | 61,6 | 91,8 | 98,3 | 120  | 993,7 |

On peut constater que si l'hiver est sec (mai-septembre), en été au contraire les précipitations sont abondantes, ce qui est parfait pour les activités agricoles de la région.
Le nord de la province de Santa Fe connaît des températures moyennes encore plus élevées, avec des précipitations supérieures à 1 200 mm à l'est, mais moins abondantes à l'ouest. C'est le climat du Chaco austral, proche du climat subtropical des provinces du nord-est argentin. La ville de Reconquista est située sur le Paraná. L'hiver y est encore une saison assez marquée avec une baisse très nette des précipitations (Reconquista : 19,9 °C en moyenne annuelle).
| Mois                     | jan.  | fév.  | mars  | avril | mai  | juin | jui. | août | sep. | oct.  | nov.  | déc.  | année   |
| ------------------------ | ----- | ----- | ----- | ----- | ---- | ---- | ---- | ---- | ---- | ----- | ----- | ----- | ------- |
| Température moyenne (°C) | 26,2  | 25,2  | 23,2  | 19,9  | 17   | 13,9 | 13,8 | 14,9 | 16,8 | 20    | 22,6  | 24,9  | 19,9    |
| Précipitations (mm)      | 152,9 | 157,7 | 175,6 | 148   | 68,5 | 49,6 | 39,7 | 32,9 | 67,9 | 131,7 | 130,2 | 136,1 | 1 290,8 |

La ville de Rafaela, située à près de 100 km au nord-ouest de Santa Fe a déjà le climat du Chaco humide, encore bien arrosé. Aussi la ville est elle au centre du plus important bassin laitier du pays. On remarquera la forte intensité des précipitations estivales, ce qui implique des récoltes à haut rendement ainsi que de grasses prairies.
| Mois                     | jan.  | fév.  | mars  | avril | mai  | juin | jui. | août | sep. | oct. | nov.  | déc.  | année |
| ------------------------ | ----- | ----- | ----- | ----- | ---- | ---- | ---- | ---- | ---- | ---- | ----- | ----- | ----- |
| Température moyenne (°C) | 24,7  | 23,7  | 21,4  | 17,9  | 15,2 | 11,4 | 11,4 | 12,7 | 14,8 | 18,2 | 21    | 23,6  | 18    |
| Précipitations (mm)      | 121,1 | 130,1 | 150,5 | 82    | 42   | 24   | 23,6 | 24,6 | 57,1 | 82,8 | 102,8 | 118,8 | 959,4 |

### Hydrographie
L'hydrographie présente comme fait marquant la présence du fleuve Paraná, qui joue également le rôle de limite provinciale. De plus il existe de nombreuses rivières tributaires, dont le Río Salado del Norte, le Río Carcarañá et l'Arroyo del Medio.

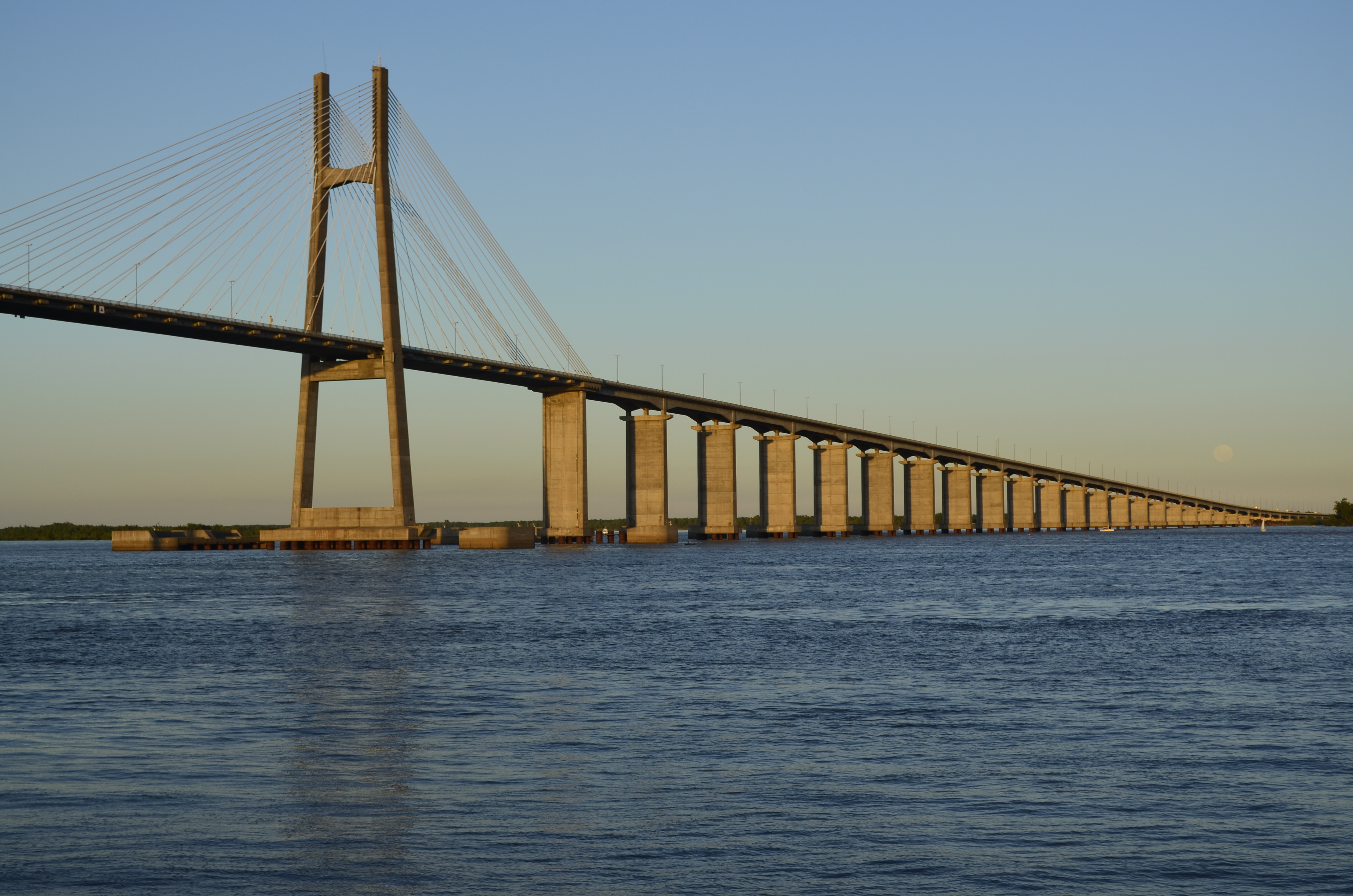
Vue du pont Rosario-Victoria à partir de Rosario. Le tablier du pont se trouve à 50 mètres au-dessus du fleuve, tandis que les antennes ont 130 mètres de hauteur. La longueur totale de l'ouvrage est de 59,4 km.

La région est de la province est une vaste zone inondable dans laquelle coule le fleuve Paraná et ses nombreux bras, que rejoignent des affluents venus de l'ouest. Ce "pré-delta" est une vaste région totalement plane, et amphibie, large de 10 à 20 et parfois 30 kilomètres. Le fleuve se divise en une série de bras, isolant de nombreuses îles grandes ou petites. C'est la Vallée d'inondation du río Paraná. Peu avant Rosario cependant, la rive se surélève, obligeant le fleuve à couler vers le sud-est. À ce niveau, cette gigantesque zone humide se développe sur le territoire de la province voisine d'Entre Ríos (où elle s'élargit encore progressivement jusqu'à l'océan). Toute cette vallée d'inondation est occupée par des dépôts alluviaux continuellement modifiés par le courant du fleuve et la quantité de ses alluvions.

A l'ouest de la province, une fois quittée la Vallée d'inondation du río Paraná, s'étend dans la moitié nord de la province la région du Chaco austral. Dans la moitié sud, c'est la Pampa humide qui débute.

## Voies d'accès - Communications

### Réseau routier

Le trajet de route nationale 34.

Du sud vers le nord, la province de Santa Fe est parcourue depuis Rosario au sud, aux provinces du nord du pays, le long du Paraná, par la route nationale 11.
Autre axe majeur, la route nationale 9 venue de Buenos Aires au sud, et passant par Rosario traverse le sud de la province vers le nord-ouest en direction de Córdoba, puis du nord-ouest argentin.
De plus, la route nationale 34, partie de Rosario, remonte vers le nord, assez parallèlement à la RN 11, mais plus à l'ouest, en direction de Santiago del Estero et du grand nord-ouest argentin.
La RN 9 et la RN 11 sont reliées entre elles par la route nationale 19, allant d'est en ouest en direction de Córdoba. Là elle se prolonge vers l'ouest par la Route nationale 20, vers San Juan et Mendoza, au pied des Andes et à proximité du Chili.

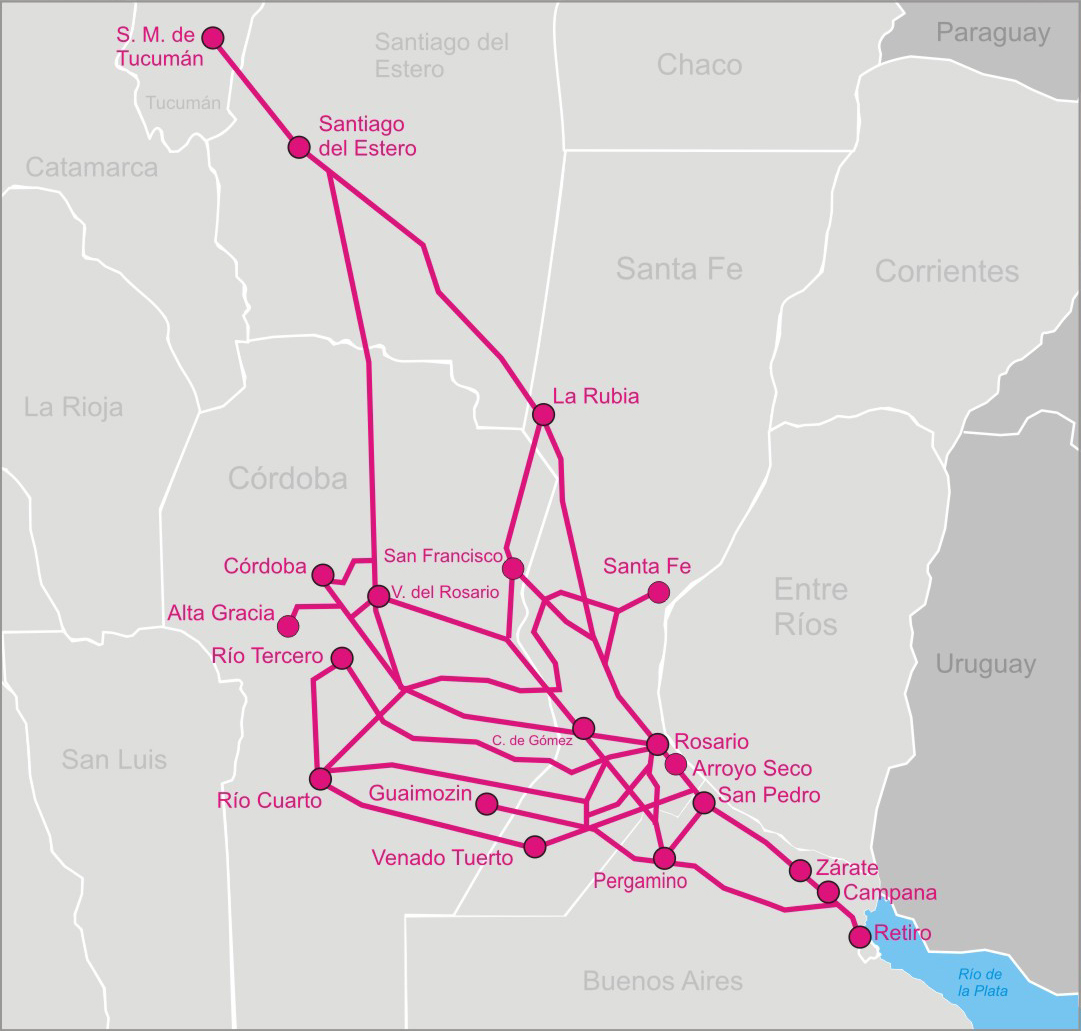
Le chemin de fer Bartolomé Mitre.

Depuis la création du Mercosur et le développement du commerce vers le Pacifique et la Chine, le trafic routier est-ouest, en provenance du rio de la Plata et du grand sud brésilien, s'accroît énormément dans la province. La route nationale 19 qui se prolonge vers l'est par la route nationale 18, grâce au tunnel Tunnel sous-fluvial Raúl Uranga – Carlos Sylvestre Begnis (es), sous le río Paraná, répond parfaitement aux besoins de ce grand trafic commercial international qui relie dès maintenant l'est et l'ouest du continent.

### Voie ferroviaire
Les parties sud et centre de la province sont desservies par le Chemin de fer General Bartolomé Mitre qui relie les deux grandes villes (Rosario et Santa Fe) à Buenos Aires au sud et à Córdoba, Río Cuarto, Santiago del Estero et Tucuman d'autre part.

### Voies d'accès aériennes
A Rosario, l'Aeropuerto Internacional Rosario Islas Malvinas (plus connu sous le nom de Fisherton, nom du quartier où il est situé) se trouve à 12 km au sud-ouest du centre-ville. En 2017, on dénombrait 778.260 passagers. Sa longueur de piste est de 3.000 mètres.

## Les villes

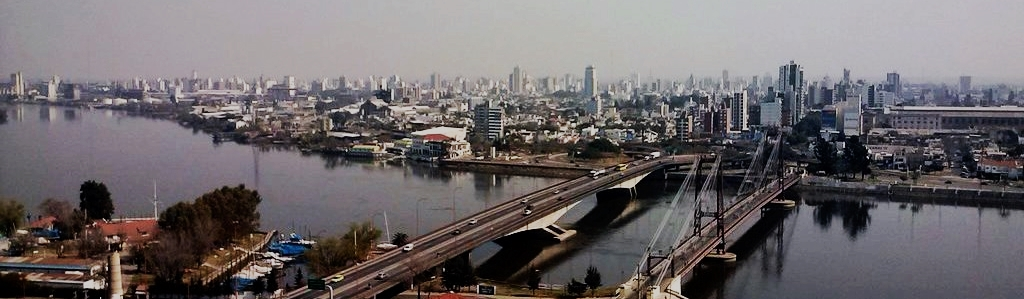
Vue panoramique de la ville de Santa Fe de la Vera Cruz. À l'avant plan, le río Colastine émissaire de la laguna Setúbal.

Le grand centre économique est la ville de Rosario, ville également la plus peuplée.

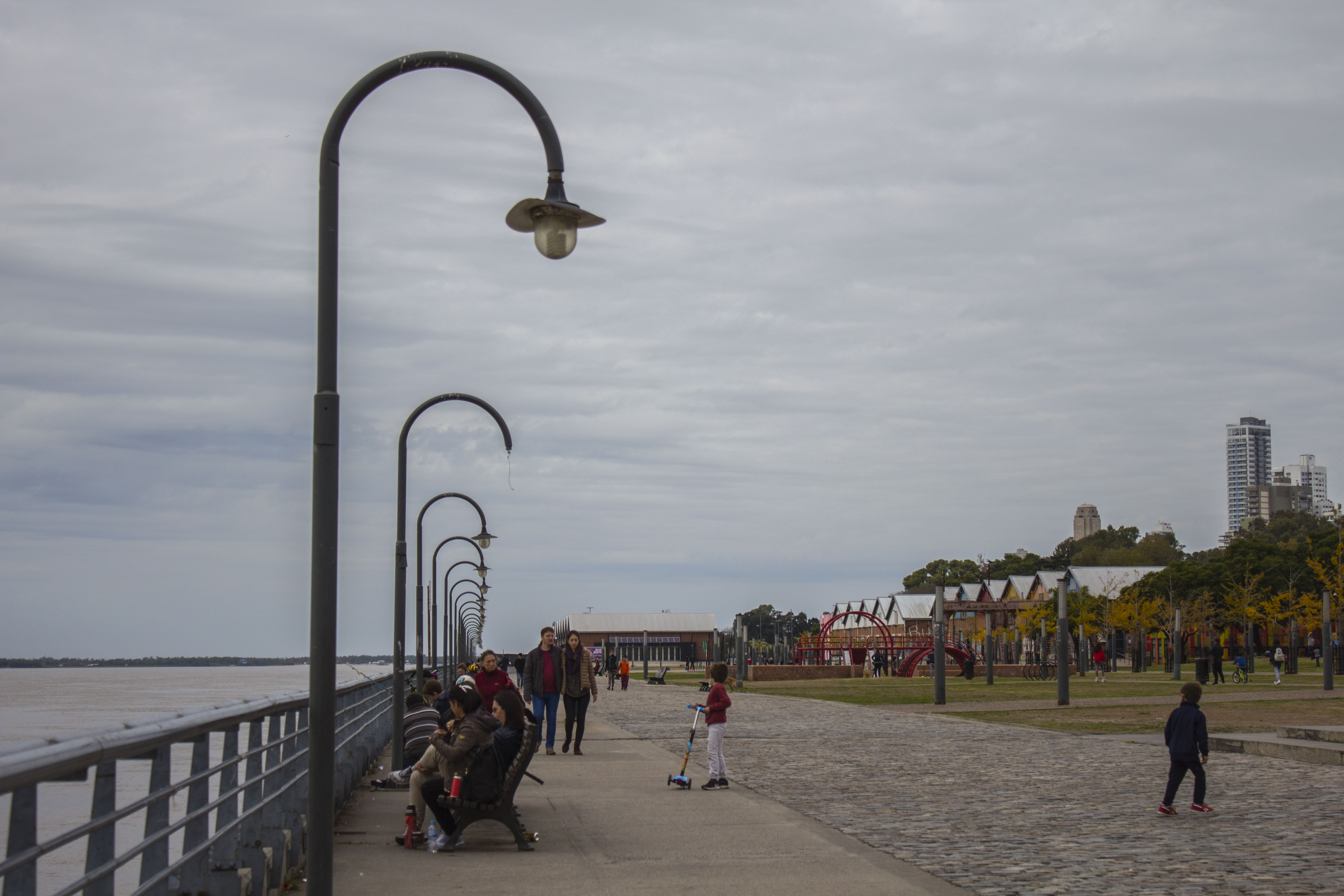
La Costanera (berge du fleuve) de Rosario.

Villes principales avec leur population en 2010 :
- Rosario (Gran Rosario) (1 236 089 habitants). Grand port fluvial situé sur la berge surélevée de la rive droite du rio Paraná. L'origine de la ville se situe au niveau de la place Veinticinco de Mayo (25 mai), aux environs de laquelle se trouvent le bâtiment de la Municipalité (le Palacio de los Leones), la cathédrale de Nuestra Señora del Rosario, les édifices du palais de la Poste, le Museo de Arte Decorativo (Musée d'Art Décoratif). On trouve dans la ville de nombreuses constructions de style Art nouveau. Dans la ville se trouve aussi la maison natale de Che Guevara.
- Santa Fe (391 164) est située sur la rive droite du rio Paraná. Le Grand Santa Fe en progression importante depuis le début du XXIe siècle, se montait à 490.171 habitants en 2010. La ville se développe sur quelque 25 km., et est divisée en deux par la laguna Setúbal (es), tributaire du rio Paraná. Ajoutons que les villes de Santa Fe et de Paraná (distantes de 25 km) sont en train de former une conurbation, et comme l'agglomération de Paraná comptait déjà environ 300.000 habitants en 2010, la conurbation comptait dès lors 850.000 personnes cette année.
- Rafaela (91 571), centre national de la production laitière
- Villa Gobernador Gálvez (es) (80 769), qui fait partie de la conurbation de Rosario
- Esperanza (75 885 en 2008)
- Reconquista (70 549), port sur le fleuve est la ville la plus importante du nord de la province
- Venado Tuerto (76 432), le centre du sud-ouest de la province
- Santo Tomé (66 133) qui fait partie de la conurbation de Santa Fe.
- Villa Constitución (47 903)
- San Lorenzo (46 239) port sur le Paraná se situe à une vingtaine de kilomètres au nord de Rosario. Elle possède un musée historique, celui du Convento de San Carlos Borromeo.
- Cañada de Gómez (40 686)
- Casilda (35 058)
- Ceres (25 499)
- Vera (20 509)
- Sastre (5.717)

## Subdivisions
La province de Santa Fe est divisée en 19 départements :
|  | Département      | Superf. km2 | Population 2001 | Population 2010 | Chef-lieu          | Carte des départements |
|  | ---------------- | ----------- | --------------- | --------------- | ------------------ | ---------------------- |
|  | Belgrano         | 2 386       | 41 449          | 44 788          | Las Rosas          |                        |
|  | Caseros          | 3 449       | 79 096          | 82 100          | Casilda            |                        |
|  | Castellanos      | 6 600       | 162 165         | 178 092         | Rafaela            |                        |
|  | Constitución     | 3 225       | 83 045          | 86 910          | Villa Constitución |                        |
|  | Garay            | 3 964       | 19 913          | 20 890          | Helvecia           |                        |
|  | General Lopez    | 11 558      | 182 113         | 191 024         | Melincue           |                        |
|  | General Obligado | 10 928      | 166 436         | 176 410         | Reconquista        |                        |
|  | Iriondo          | 3 184       | 65 486          | 66 675          | Cañada de Gómez    |                        |
|  | La Capital       | 3 055       | 489 505         | 525 093         | Santa Fe           |                        |
|  | Las Colonias     | 6 439       | 95 202          | 104 946         | Esperanza          |                        |
|  | Nueve de Julio   | 16 870      | 28 273          | 29 832          | Tostado            |                        |
|  | Rosario          | 1 890       | 1 121 441       | 1 199 364       | Rosario            |                        |
|  | San Cristobal    | 14 850      | 64 935          | 68 878          | San Cristobal      |                        |
|  | San Javier       | 6 929       | 29 912          | 30 959          | San Javier         |                        |
|  | San Jeronimo     | 4 282       | 77 253          | 80 840          | Coronda            |                        |
|  | San Justo        | 5 575       | 40 379          | 40 904          | San Justo          |                        |
|  | San Lorenzo      | 1 867       | 142 097         | 157 255         | San Lorenzo        |                        |
|  | San Martin       | 4 860       | 60 698          | 63 842          | Sastre             |                        |
|  | Vera             | 21 096      | 51 303          | 51 494          | Vera               |                        |
|  | Total province   | 133 007     | 3 095 496       | 3 285 170       | Santa Fe           |                        |

## La Région Centre

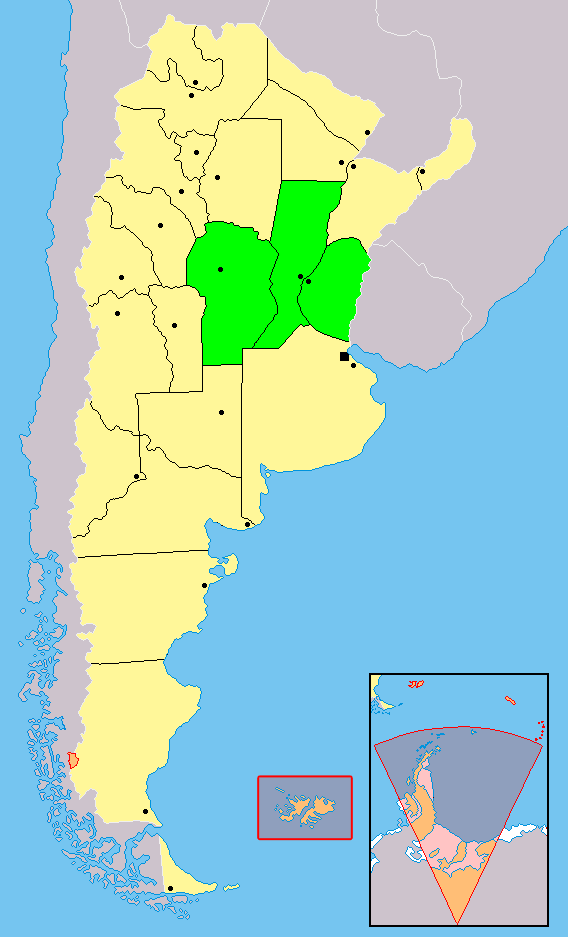
Carte de la Región Centro.

Les provinces de Córdoba et de Santa Fe ont signé le 15 août 1998 le Traité d'Intégration Régionale entre les Provinces de Córdoba et de Santa Feafin de promouvoir le développement économique et social, en vertu de ce qui est établi dans l'Article 124 de la Constitution Nationale, et le développement humain, la santé, l'éducation, la science, la connaissance et la culture...
Le 6 avril de l'année 1999 a été signé l' Acte d'Intégration de la Province d'Entre Ríos au Traité d'Intégration Régionale, ce qui a configuré la Région Centre définitive.
Les organes régionaux sont :
- La Junta de Gobernadores (Junte des Gouverneurs) : Organe Supérieur de la Région Centre comprenant les premiers mandataires des provinces membres.
- Le Comité Ejecutivo (Comité Exécutif) : Il est l'organe de la Région Centre chargé d'implémenter et d'exécuter les politiques régionales décidées par la Junte des Gouverneurs.
- Le Secretaría Administrativa: Est un organe de coordination technico-administratif de la Région Centre, chargé d'administrer et d'organiser le processus d'intégration régionale, d'exécuter les activités ordonnées par la Junte des Gouverneurs et le Comité Exécutif, veiller à l'accomplissement des accords conclus dans le cadre des traités fondamentaux signés, et ce avec l'assistance éventuelle technique et logistique des autres organes de la Région Centre.
- La Comisión Parlamentaria Conjunta: En son sein délibèrent quatre commissions internes permanentes: la Commission de l'Economie et de la Production, la Commission de l'Infrastructure et des Services, la Commission de Législation Générale et la Commission des Affaires Institutionnelles et des Municipes et Communes.

## Population
La population est majoritairement d'origine européenne et est issue de la grande vague d'immigration de 1855-1955. Dans cette immigration européenne, se détachent les Piémontais et les Suisses.
La ville de Moisés Ville a reçu une importante population juive. Durant les dernières décennies, Rosario a attiré de nombreux migrants de l'intérieur, principalement des provinces du nord. Parmi ceux-ci, un large contingent toba provient de la province limitrophe du Chaco.

### Évolution démographique
En 1838, les estimations de population étaient de 22.000 habitants pour la province, sur un total de 674.000 pour l'Argentine.
Depuis la fin du XIXe siècle, la population de la province a évolué comme suit :
|                      | 1895      | 1914      | 1947       | 1960       | 1970       | 1980       | 1991       | 2001       | 2010       |
| -------------------- | --------- | --------- | ---------- | ---------- | ---------- | ---------- | ---------- | ---------- | ---------- |
| Province de Santa Fe | 397.188   | 899.640   | 1.702.975  | 1.884.918  | 2.135.583  | 2.465.546  | 2.798.422  | 3.095.496  | 3.285.170  |
| Total Argentine      | 4.044.911 | 7.903.662 | 15.893.811 | 20.013.793 | 23.364.431 | 27.949.480 | 32.615.528 | 37.156.195 | 40.091.359 |

D'après l'INDEC (Institut argentin des statistiques et des recensements), en 2003, la population était estimée à 3 135 972 habitants.
La croissance démographique avait été explosive au XIXe siècle et nettement supérieure à celle de l'ensemble du pays. En 1895, il y avait 397 188 habitants qui peuplaient ce territoire, aussi vaste que le quart de la France. Au XXe siècle, cette croissance a certes beaucoup ralenti, mais est restée constante et seulement très légèrement inférieure à la moyenne argentine.
Les projections de population effectuées par l'INDEC (Institut argentin des statistiques et des recensements) prévoyaient une population se montant à 3 386 133 en 2015, soit un accroissement de plus de 20 000 personnes annuellement. La province continuerait donc ainsi sa progression à un rythme de l'ordre de 0,6-0,7 % annuellement,. Les chiffres relevés en 2010 ont confirmé ces prévisions.
Notons aussi que la natalité observée dans la province (52 367 naissances en 2000, et 55 516 en 2004, soit un taux de 17,6 pour mille) laissait entrevoir, une croissance démographique sur un rythme modéré, dans les années suivantes.

#### Évolution prévue jusque 2040
Les nouvelles estimations prévisionnelles de l'INDEC effectuées à la suite du recensement de 2010 et portant jusqu'en 2040, prévoient que le chiffre de la population de la province se montera alors à 3.999.563 habitants, soit une augmentation de quelque 22 % par rapport à 2010, en net recul par rapport au rythme observé durant les décennies 1970-2001, et ceci pour une population totale du pays de 52.778.477 personnes la même année (croissance totale du pays de 31 %). La croissance démographique de la province est donc appelée à ralentir nettement à partir des années 2010-2020. La raison en est avant tout une baisse de la natalité et de l'immigration.
Résumé de l'évolution du chiffre de la population, selon les prévisions de l'INDEC, concernant les prochaines décennies jusque 2040 :
|                      | 2001       | 2010       | 2020       | 2030       | 2040       |
| -------------------- | ---------- | ---------- | ---------- | ---------- | ---------- |
| Province de Santa Fe | 3.095.496  | 3.285.170  | 3.536.418  | 3.788.453  | 3.999.563  |
| Total Argentine      | 36.260.130 | 40.091.359 | 45.376.763 | 49.407.265 | 52.778.477 |

## Flore et faune

### La Flore
Dans le nord de la province, la flore chaquéenne de type humide prédomine. Le long du río Paraná, une vaste zone humide appelée Jaaukanigás y est protégée, dans le département de General Obligado (site Ramsar n.º 1112 depuis octobre 2001). On y rencontre notamment le
quebracho colorado (Schinopsis balansae), le guayacaú noir (Caesalpinia paraguariensis (es)), le mistol (Zizyphus mistol (es)), le palo cruz (Tabebuia nodosa (es)), l'algarrobo negro (Prosopis nigra), l'ambay (Cecropia adenopus), l'ingá (Inga edulis), le sang de dragon (Croton urucurana), le canelón (Myrsine laetevirens (es)), le timbó blanco (Albizia inundata (es)), le timbó colorado (Enterolobium contortisiliquum) et l'ivirá-puitá (Peltophorum dubium).
On peut aussi y voir le laurel amarillo (Nectandra falcifolia (es)), le timbó colorado (Enterolobium contortisiliquum), le curupí (Sapium haematospermum (es)), le ceibo (Erythrina crista-galli), l'ingá (Inga verna) et le sota caballo (Luehea divaricata (es)). Au nord de cette région on trouve également le palo víbora (Tabernaemontana catharinensis ou australis (es)), l'espina de corona (Gleditsia amorphoides (es)), l'ivirá-pitá (Peltophorum dubium) et de denses concentrations de picanilla (Bambusa paraguayana), l' aliso del río ou palo bobo (Tessaria integrifolia) accompagné de chilcas (Baccharis salicifolia (es)), le sauce criollo (Salix humboldtiana), l'alecrín (Holocalyx balansae), le marmelero (Ruprechtia laxiflora).
Dans la région du Chaco humide, on trouve d'importantes forêts alternant avec des pâturages et des étangs. Dans les parties les plus élevées se développe la forêt du Chaco dont la richesse floristique décroît vers le sud. Dans cette forêt on trouve le guayaibí (Patagonula americana (es)), le viraró (Ruprechtia laxiflora (es)), l'ombú (Phytolacca dioica), le févier d'Argentine (Gleditsia amorphoides), le timbó colorado (Enterolobium contortisiliquum), le lapacho rosado (Handroanthus heptaphyllus), le palmier pindó (Syagrus romanzoffiana), entre autres. À plus basse altitude apparait le "quebrachal" dominé par le quebracho colorado chaqueño (Schinopsis balansae), le quebracho blanco (Aspidosperma quebracho-blanco). Sur les terres les moins élevées souvent salines on trouve l'algarrobo negro (Prosopis nigra). Les forêts alternent avec des pâturages de graminées comme la paja amarilla (Sorghastrum agrostoides), l'espartillo amargo (Elionurus muticus) et le Leptochloa chloridiformis.
Les étangs sont couverts d'espartillo chuza (Spartina argentinensis) ou de paja de techar (Panicum prionitis), avec aux alentours des palmiers caranday (Copernicia alba) et parfois des algarrobos (Prosopis) des chañars (Geoffroea decorticans). Le climat est chaud et humide, les pluies sont essentiellement estivales avec des valeurs de plus ou moins 1000 mm annuels.

### La faune

situation de la zone du Jaaukanigás

La faune de la zone chaquéenne de la province est très riche. Rien que dans la zone du Jaaukanigás, on dénombre pas moins de 699 espèces de vertébrés.
Certaines espèces sont considérées comme vulnérables, tels le caïman à museau large (Caiman latirostris) ou yacaré overo, le caïman noir (Caiman yacare) ou yacaré negro, l'anaconda jaune (anaconda curiyú) (comestible) et le canard musqué (Cairina moschata). En danger d'extinction on retrouve le loup à crinière ou aguará guazú (Chrysocyon brachyurus), la loutre à longue queue (Lontra longicaudis) et le cerf des marais (Blastocerus dichotomus).

#### Mammifères
Parmi les Mammifères, on peut observer le loup à crinière ou aguará guazú (Chrysocyon brachyurus), la loutre à longue queue (Lontra longicaudis), le tamandua ou oso mielero (Tamandua tetradactyla), le capybara (Hydrochoerus hydrochaeris), le pécari à lèvres blanches (Tayassu pecari) et le singe hurleur (Alouatta caraya). On trouve très rarement des pécaris à collier (Pecari tajacu).
On trouve aussi dans les zones inondables ou marécageuses le chat de Geoffroy (gato montés) (Leopardus geoffroyi), la rata acuática (Scapteromys aquaticus), la rata colorada ou rata nutria (rat-loutre) (Holochilus brasiliensis), le ratón de campo (Akodon azarae), le cui commun (Galea musteloides), le ragondin ou coipo (Myocastor coypus) (appelé localement «nutria»), l'opossum à grosse queue (Lutreolina crassicaudata), l'opossum à oreilles blanches (Didelphis albiventris), le molosse du Brésil (Tadarida brasiliensis), le murciélago pardo (Eptesicus brasiliensis), et le vampire (Desmodus rotundus).
Le cerf des marais (Blastocerus dichotomus) devenu très rare se retrouve également.

#### Oiseaux

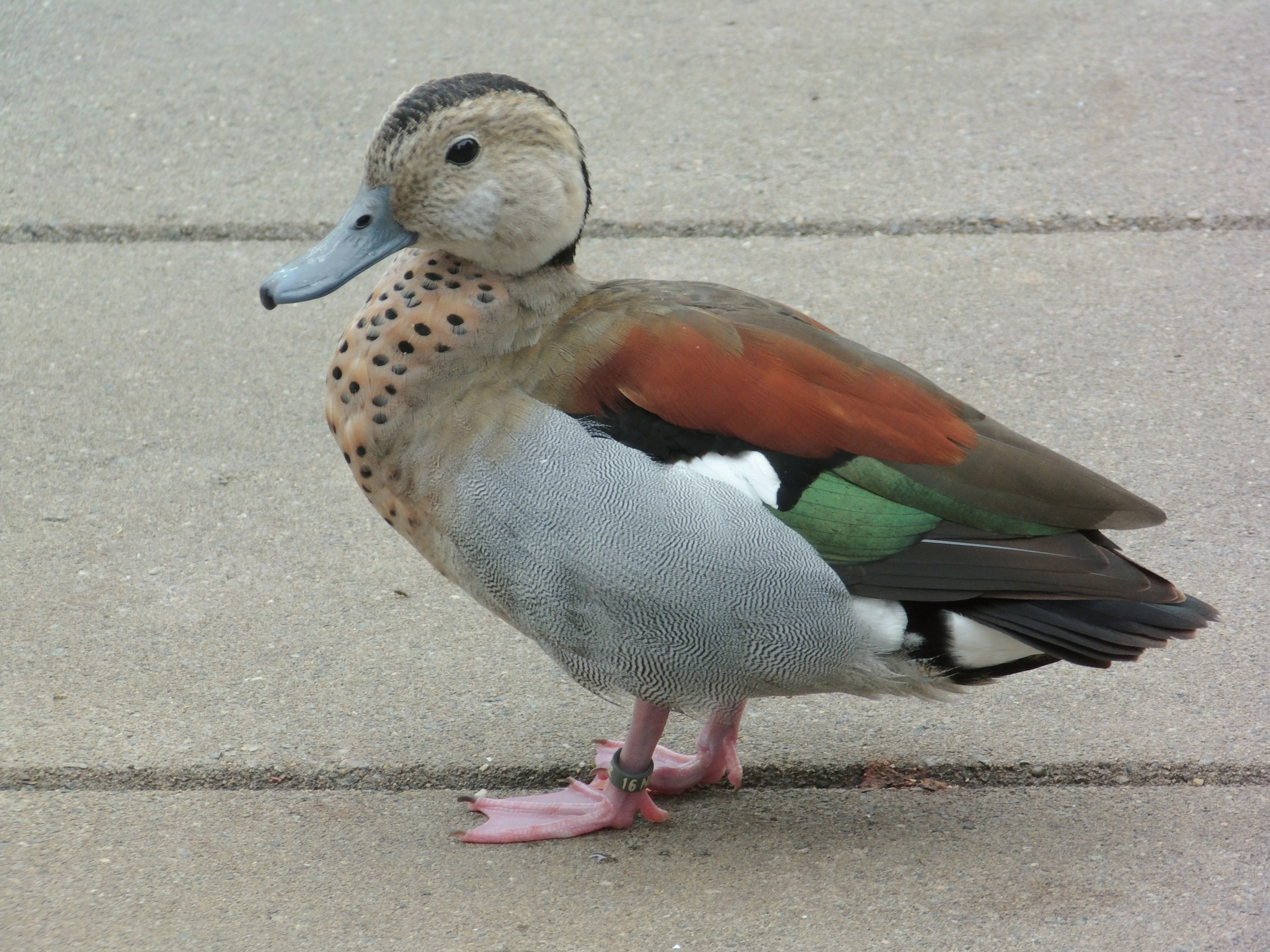
Canard à collier noir (Callonetta leucophrys).

Il n’y a pas moins de trois cents espèces d'oiseaux rien que dans la zone de Jaaukanigás (sur un total de plus ou moins 1 000 pour toute l'Argentine et de 10 400 pour toute la planète), dont la nette demi-deuil ou pato negro (Netta peposaca), le dendrocygne fauve ou sirirí colorado (Dendrocygna bicolor), le dendrocygne veuf (Dendrocygna viduata) et le bécasseau à poitrine cendrée (Calidris melanotos).
Dans le Parc national Islas de Santa Fe, on rencontre le milan des marais (Rostrhamus sociabilis), un rapace qui chasse les grands coquillages de type Mesogastropoda, (des Ampullariidae), le fournier roux, un fournier très populaire (Furnarius rufus), la paruline arañero cara negra (Geothlypis velata), le vacher luisant (Molothrus bonariensis), la paroare à bec jaune (Paroaria capitata), le chardonneret de Magellan (Carduelis magellanica), la colombe picui (Columbina picui), le carouge à tête rouge appelé localement federal (Amblyramphus holosericeus), le sicale bouton-d'or (Sicalis flaveola), la gobemoucheron masqué (Polioptila dumicola (es)), le tyran quiquivi (Pitangus sulphuratus), le pic vert et noir (Colaptes melanochloros), le bruant chingolo (Zonotrichia capensis), le merle à ventre roux (Turdus rufiventris), le paroare huppé (Paroaria coronata), entre autres.
Le milieu des lagunes, marécages et cours d'eau, constitue un habitat propice pour divers oiseaux aquatiques, et parmi eux le cormoran vigua (Phalacrocorax olivaceus), le courlan brun (Aramus guarauna), la grande aigrette (Egretta alba), le bihoreau gris (Nycticorax nycticorax), les cigognes, la spatule rosée (Platalea ajaja), le héron strié (Butorides striatus), la foulque leucoptère (Fulica leucoptera), le jacana noir (Jacana jacana), le Canard à collier noir (Callonetta leucophrys) et le canard sirirí pampa (Dendrocygna viduata), ceci parmi les plus nombreux.
Parmi les oiseaux migrateurs qui font escale dans l'écorégion des marais de la rive ouest du Paraná inférieur, il faut citer l'hirondelle chalybée (Progne chalybea), l'hirondelle tapère (Phaeoprogne tapera), le tyran mélancolique (Tyrannus melancholicus), et le tyran des savanes (Tyrannus savana).
Dans la région du Chaco humide, on trouve le dendrocygne à ventre noir (Dendrocygna autumnalis), le macagua rieur (Herpetotheres cachinnans), le cariama huppé (Cariama cristata), le conure nanday (Aratinga nenday), le pic vert-doré (Piculus chrysochloros), le pic à tête pâle (Celeus lugubris), le synallaxe rouge (Phacellodomus ruber), le grand Grimpar (Xiphocolaptes major), le grimpar à bec rouge (Campylorhamphus trochilirostris), le casiorne roux (Casiornis rufus), le geai bleu-noir (Cyanocorax cyanomelas), le sporophile à ventre blanc (Sporophila leucoptera), le goglu des prés (Dolichonyx oryzivorus), l'upucerthie du Chaco (Tarphonomus certhioides), le synallaxe à bec court (Asthenes baeri), l'annumbi alouette (Coryphistera alaudina), le chipiu à capuchon (Poospiza melanoleuca), le saltatricule du Chaco (Saltatricula multicolor), le héron flûte-du-soleil (Syrigma sibilatrix), la chevêche des terriers (Speotyto cunicularia ou Athene cunicularia), le sporophile des marais (Sporophila palustris), le petit Tardivole (Emberizoides ypiranganus), l'embernagre à cinq couleurs (Embernagra platensis).

#### Reptiles
Parmi les reptiles, on peut voir les caïmans overos ou caïmans à museau large (Caiman latirostris) et les caïmans noirs ou jacaras (Caiman yacare), l'anaconda jaune (Eunectes notaeus) ou curiyú, le lézard noir et blanc ou tégu argentin (Tupinambis merianae), le tégu commun (Tupinambis teguixin), le tégu rouge (Salvator rufescens), la yarará grande (Bothrops alternatus et la yarará del agua (Hydrops triangularis) ainsi que le dangereux crotale víbora de la cruz (Crotalus durissus terrificus). Et puis on trouve aussi la musurana (Clelia clelia), le terrible serpent mangeur de serpents (y compris les vénimeux).

#### Amphibiens
Il y a beaucoup d'amphibiens dans cette province aux nombreuses et vastes zones humides. Citons les grenouilles Physalaemus santafecinus(espèce endémique d'Argentine qui se rencontre dans les provinces de Santa Fe, de Corrientes et du Chaco), Physalaemus biligonigerus, plusieurs espèces de Leptodactylus (Leptodactylus bufonius, Leptodactylus chaquensis, Leptodactylus gracilis, Leptodactylus latrans, Leptodactylus mystacinus, Leptodactylus latinasus), la Phyllomedusa sauvagii, le Scinax granulatus, le Scinax fuscovarius et le Scinax fuscomarginatus.
On observe aussi les crapauds Rhinella schneideri ou Bufo paracnemis, Rhinella fernandezae, ainsi que Rhinella arenarum.

#### Poissons
L'abondance de plans d'eau, de cours d'eau et de marécages a favorisé une abondante ichtyofaune. Rien que dans le site RAMSAR Jaaukanigás dans le département de General Obligado), on en recense pas moins de 240 espèces, et parmi elles le pacú (Piaractus mesopotamicus), le sábalo (Prochilodus lineatus), le surubi (Pseudoplatystoma), le dorado (Coryphaena hippurus), le manguruyú (Zungaro zungaro) et le patí (Luciopimelodus pati).
Les plus remarqués, étant donné leur taille et leur abondance, le dorado (Salminus brasiliensis), le surubi tigré ou commun (Pseudoplatystoma corruscans), le surubi réticulé (Pseudoplatystoma reticulatum (es)), la manduvá (Ageneiosus inermis ou Ageneiosus marmoratus le manduví (Ageneiosus valenciennesi (es)), le bagre sapo (Rhamdia quelen (es)), le bagre hocicón (Auchenipterus osteomystax), le bagre blanc (Pimelodus albicans), le bagre amarillo (Pimelodus maculatus (es)), le pacú (Piaractus mesopotamicus), la boga (Leporinus obtusidens), salmón de río (Brycon orbygnianus), le sábalo (Prochilodus lineatus), la tararira (Hoplias malabaricus), l'anguille picuda (Rhamphichthys rostratus), également des pirañas de diverses espèces (palometas) (Serrasalmus) et de raies de rivière (Potamotrygonidae).
En outre on trouve le boga (Leporinus obtusidens), la chafalote o machete (Rhapiodon vulpinus), le dorado ou pirayú (Salminus brasiliensis ou maxillosus), le pacú ou mbiraí-piraí (Piaractus mesopotamicus), le surubi manchado (Pseudoplatystoma corruscans), le bagre jaune (Pimelodus maculatus), le bagre blanc (Pimelodus albicans), la mojarrita), le pejerrey (Odontesthes bonariensis), le gatuzo, la tararira (Hoplias malabaricus) (également la tararira misionera Hoplias mbiguá), le piraña (ou palometa) (Serrasalmus marginatus), le bien plus dangereux piraña à ventre rouge (Pygocentrus nattereri), l'armado (Platydoras costatus), le manguruyú (Paulicea luetkeni), la manduvá (Ageneiosus brevifilis), le silure-spatule (Sorubim lima), l'armado commun (Pterodoras granulosus). On peut aussi trouver la raie d'eau douce (Potamotrygon motoro), animal de forte dangerosité. La liste est loin d'être exhaustive.

### Aires naturelles protégées
La province de Santa Fe possède le parc national Islas de Santa Fe (2900 ha dans le département de San Jerónimo) et le site RAMSAR Jaaukanigás (492 000 hectares dans le département de General Obligado), ainsi qu'un groupe d'aires protégées par la Dirección General de Ecología y Protección de la Fauna.
Les principales aires protégées :
- Reserva La Norma (département de San Javier) - 6 170 ha - (propriété privée)
- Reserva El Estero (département de San Javier) - 4 000 ha - (propriété privée)
- Reserva provincial Campo Salas (département de General Obligado) - 9 897 ha - (propriété privée)
- Reserva provincial de uso múltiple Lagunas y Palmares (département de Vera) - 4 052 ha - (propriété privée)
- Reserva Humedal Melincué (département de General López) - 12 000 ha - Site RAMSAR depuis le 24 juillet 2008.
- Reserva provincial El Rico (département de San Jerónimo) - 2 600 ha -
- Reserva provincial La Loca (département de Vera) - 2 169 ha -
- Reserva provincial Virá-Pitá (département de General Obligado) - 615 ha -
- Reserva provincial Cayastá (département de Garay) - 299,97 ha -
- Reserva Laguna La Salada (département de General López) - 200 ha - (propriété privée)

Il faut citer en outre :
- Parque provincial Del Medio-Los Caballos (département de San Javier) - 2 050 ha -
- Reserva Potrero 7-b (Los Quebrachales) (département de Vera) - 2 000 ha -
- Reserva Escuela Granja de Esperanza (département de Las Colonias) - 33 ha - propriété de l'Universidad Nacional del Litoral
- Reserva La Loma del Cristal (département de Vera) - 114 ha -
- Reserva provincial Don Guillermo (département de Vera) - 1 431 ha -
- Reserva Los Médanos (département de General López) - 7,38 ha -
- Reserva Isla del Sol (département de Constitución) - 120 ha -
- Fundación Federico Wildermuth|Reserva Fundación Federico Wildermuth (département de San Martín) - 1 283 ha -
- Reserva natural El Fisco (département de San Cristóbal) - 1 573 ha -

#### Réserve provinciale Campo Salas

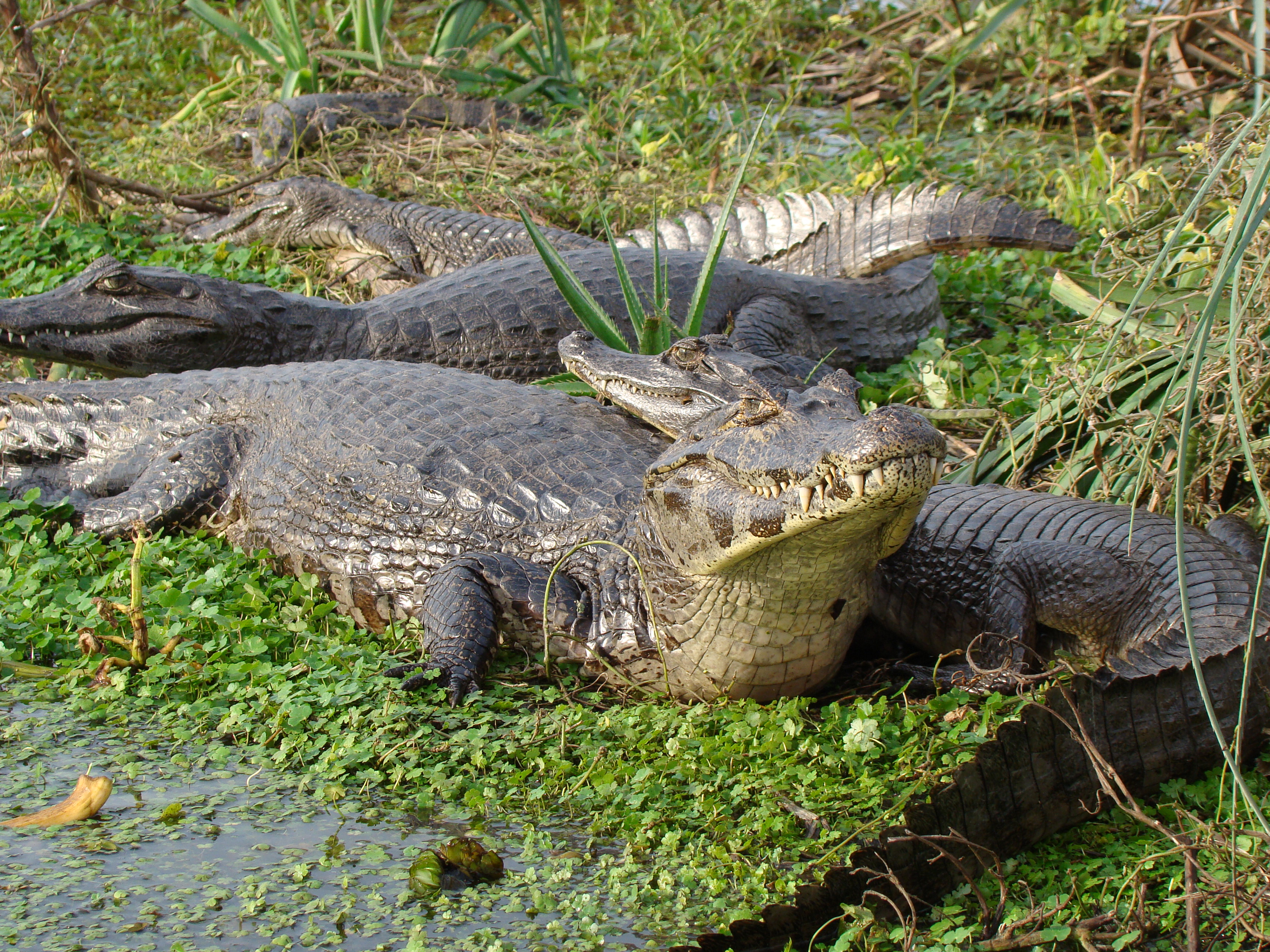
Caïmans noirs ou jacaras (Caiman yacare), protégés dans la Réserve provinciale Campo Salas.

La Réserve provinciale Campo Salas est contigüe à la Reserva provincial Virá-Pitá et s'étend dans le secteur centre et sud de l'île San Jerónimo, île du río Paraná, aux environs de Puerto Reconquista.
Les 9897 ha. de sa superficie sont incluses à l'intérieur du Jaaukanigás.
L'objectif spécifique de sa création fut de définir une aire pour la protection du singe hurleur (Alouatta caraya) et du caïman noir ou jacara negro.

## Administration
La province est divisée en 19 départements. La Constitution provinciale fut approuvée le 14 avril 1962.
Le pouvoir exécutif est dans les mains d'un gouverneur, élu démocratiquement tous les quatre ans. Son mandat n'est pas renouvelable.
Le pouvoir législatif appartient à la Legislatura, divisée en deux chambres :
- Le Sénat est composé de 19 sénateurs, un par département.
- La Chambre des députés est composée de 50 députés et est renouvelée complètement tous les quatre ans. 28 sièges sont attribués au parti qui a obtenu le plus de voix, les 22 sièges restants sont répartis proportionnellement entre les autres partis. Cette inégalité représentative est appelée "majorité automatique" car elle permet au parti au pouvoir de contrôler la législature.

Le pouvoir judiciaire est composé de la Cour suprême et des tribunaux inférieurs.
Les départements ne jouissent pas d'un gouvernement ou d'une administration autonome, le second niveau de gouvernement étant la municipalité. La province est divisée en une multitude de municipalités, gouvernées par un Conseil et un Intendant élus par la population tous les 4 ans et de Communes, gouvernées par un Conseil élu tous les 2 ans et par un Président Communal élu par le Conseil.
Sa première constitution de 1819 fut concédée par Estanislao López, après le rejet d'un projet présenté par une Assemblée de Représentants. De caractère paternaliste, elle fut adaptée au cours du temps pour donner plus de pouvoir à la Legislatura.
La deuxième constitution de 1841 fut plus moderne et similaire à celles d'autres provinces argentines.
La troisième de 1853 fut adoptée et suit les exigences imposées par la Constitution de la nation argentine, la constitution nationale. Elle fut modifiée en 1863, 1872 et 1890 afin de créer le poste de vice-gouverneur et de mettre la période de gouvernement à quatre ans.
La constitution de 1900, modifiée en 1907, fut valide durant trois périodes: 1900-1932, 1935-1946 et 1955-1962. Elle fut remplacée par deux fois, une fois par la constitution de 1921 et l'autre par celle de 1949.
En 1921 une nouvelle constitution fut promulguée mais le gouverneur Enrique Mosca lui a mis son veto parce que la convention avait dépassé les 90 jours que la loi accorde pour réaliser la réforme. Elle fut mise en vigueur en 1932 par le gouverneur Luciano Molinas, du Parti démocrate progressiste, qui fut l'inspirateur d'une grande partie des réformes de 1921. Après une intervention fédérale en 1935, on en revint à la constitution antérieure.
En 1949, pendant la période péroniste, fut promulguée une nouvelle constitution dans l'esprit de la réforme de la Constitution nationale. Elle fut abolie après la chute de Peron en 1955.
La constitution actuelle de 1962 fut adoptée par un large consensus et incorpore de nombreuses réformes qui étaient incluses dans la constitution de 1921. La province s'est mise d'accord sur une réforme qui pourrait se faire les prochaines années.

## Économie

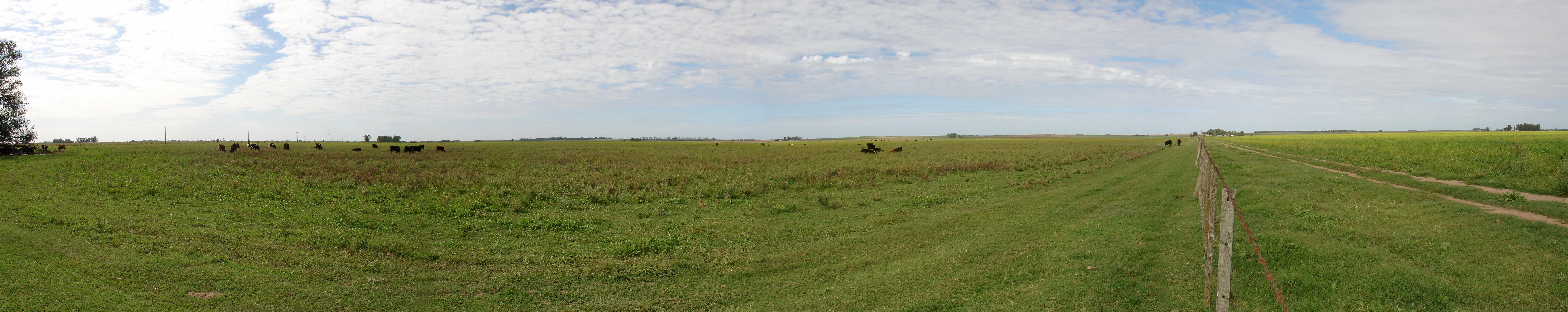
La plaine de la Pampa humide, au sud de la province, en est le grenier.

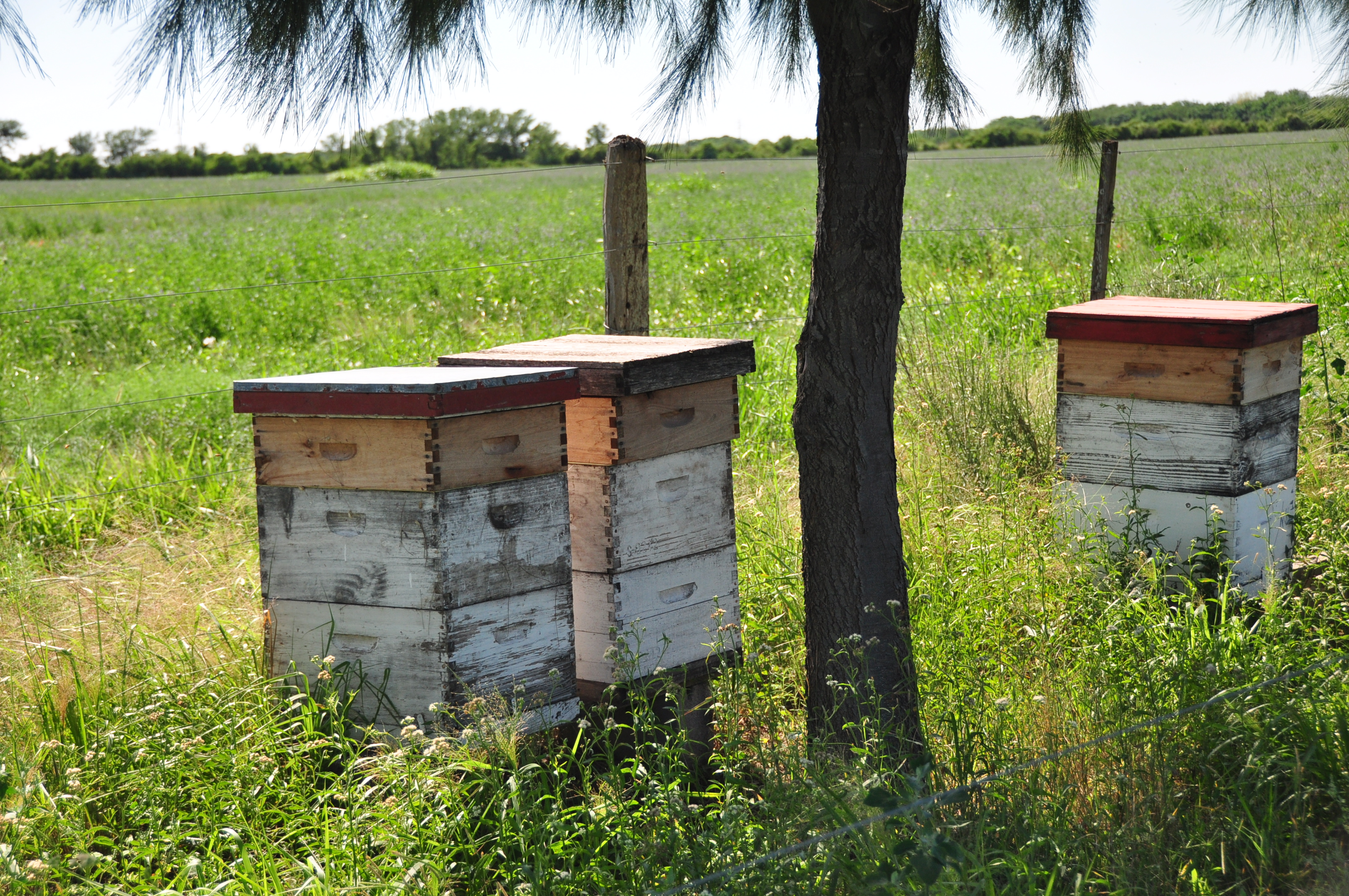
Apiculture et production de miel à Ceres.

La province connaît un des plus grands développements économiques de l'Argentine. Sa richesse est basée sur la transformation des produits agricoles.
- Agriculture :  Elle inclut la culture d'oléagineux (soja, tournesol et du maïs). La province est la principale productrice de soja du pays.

Le froment (flore) et le sorgho y sont également cultivés. Après la province de Buenos Aires, elle est la principale productrice de froment.
Parmi les productions fruitières, la province de Santa Fe est spécialisée dans la culture des fraises, notamment à Coronda.
- Élevage : Élevage intensif dans le nord et hivernage intensif dans le centre et le sud. Il occupe 20 % du total national.
- Industrie :

Deux productions industrielles contribuent à la richesse économique de la province de Santa Fe, les industries agro-alimentaires (ou IAA) et les industries de transformation des métaux.
Parmi les IAA, se démarquent les huileries industrielles, les moulins à farine, les abattoirs, les laiteries industrielles (production de produits laitiers, préparation de fromages et de lait en poudre destinés à l'exportation) ainsi que la production de miel.
Parmi les industries métallurgiques, la sidérurgie, le secteur automobile, la fabrication de machines et d'outils agricoles jouent un rôle important dans l'économie de la province.

## Tourisme
- La ville de Santa Fe offre de beaux monuments, dont sa cathédrale datant de 1649. La ville offre aussi des attractions nocturnes, divers évènements culturels. Ces dernières années le boulevard côtier de la ville s'est fort modernisé et est devenu fort attractif : Pont suspendu, Casino et Shopping La Ribera attirent beaucoup de touristes étrangers.
- La ville de Rosario

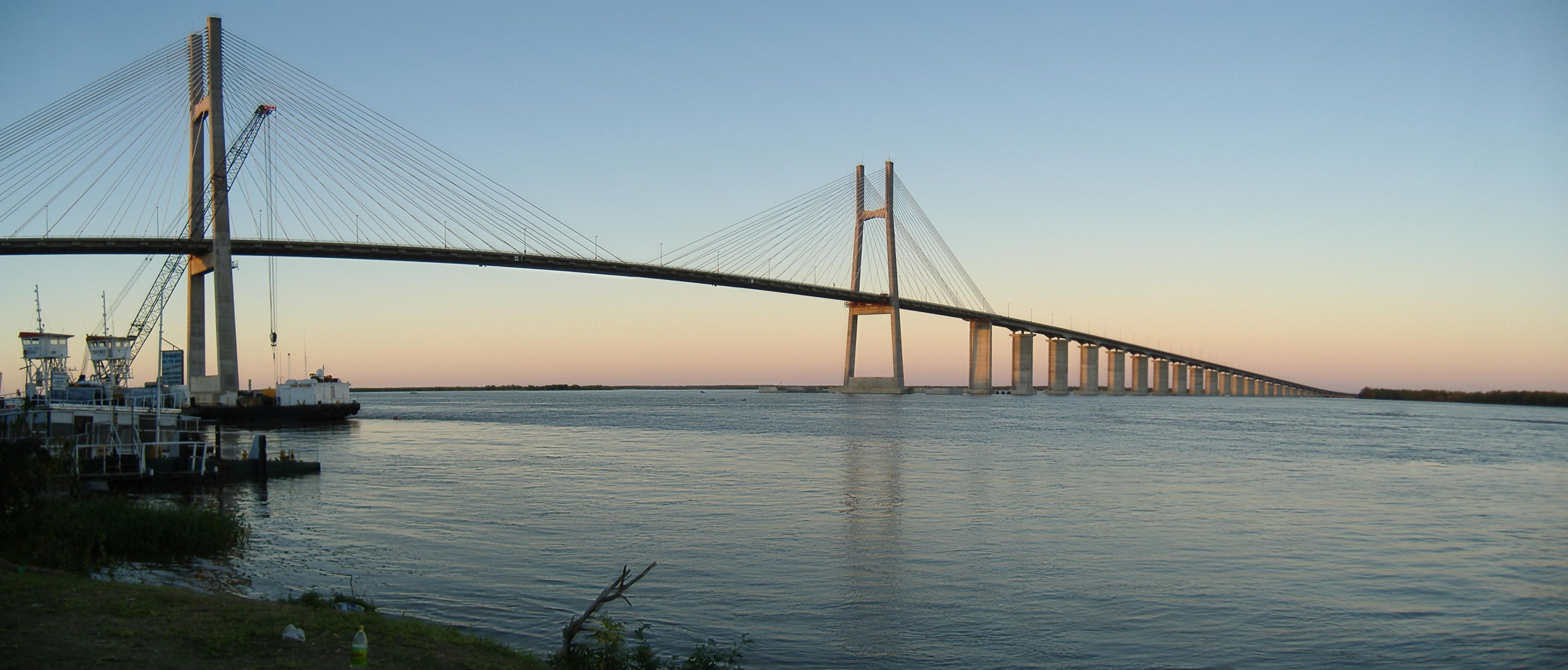
Pont Rosario-Victoria vu depuis Rosario, rive droite du Paraná. Son tablier se trouve à 50 mètres au-dessus du fleuve.

- Tunnel sous-fluvial Raúl Uranga – Carlos Sylvestre Begnis, sous le río Paraná, entre Santa Fe et Paraná la capitale provinciale d'Entre Ríos.
- Ruines de Cayastá (premier site de la ville de Santa Fe), à 40 km au nord-ouest de l'emplacement actuel.
- Monument national du drapeau, à Rosario.
- Champ de la Gloire (à San Lorenzo, à 25 km au nord de Rosario, ou se passa la bataille de San Lorenzo en 1813)
- Rafaela surnommée la Perle de l'ouest de la Province.

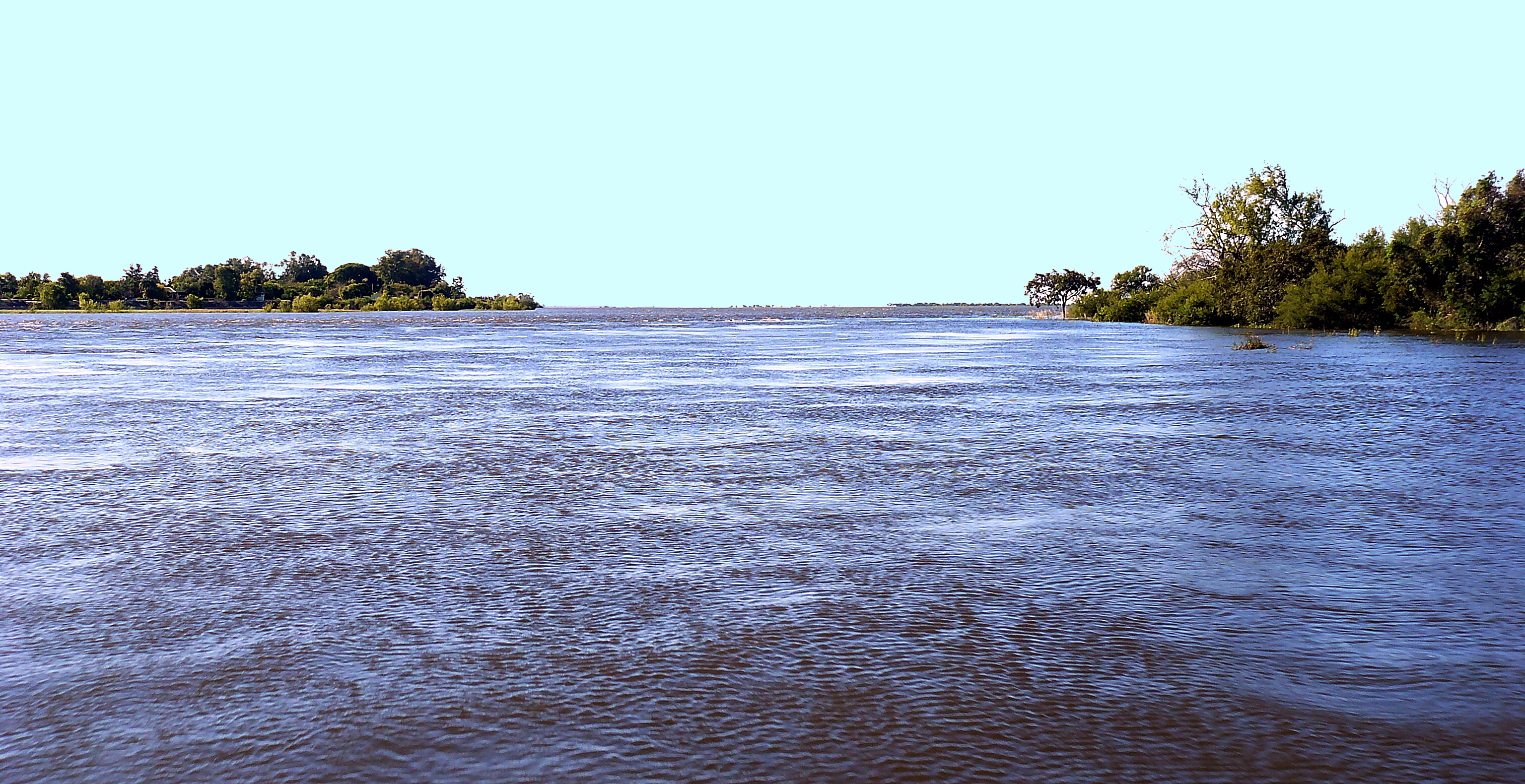
Le Río San Javier ou Río Quiloazas, un bras du Paraná, au niveau de la localité d'Helvecia.

- La ville de Calchaquí, située à 220 km au nord de Santa Fe.
- Lagune El Cristal  - Complexe touristique situé près de la ville de Calchaquí.
- La zone humide de Jaaukanigás, dans le département de General Obligado (site Ramsar)
- Le Parc national Islas de Santa Fe.
- Le Fort Sancti Spiritu
- Moisés Ville et ses Synagogues

### Les Palais de Rosario
La ville de Rosario possède plusieurs remarquables palais construits au XIXe siècle et XXe siècle. Ils sont témoins de la grande richesse de la ville et de son arrière-pays, qui bénéficiait à l'époque d'une grande prospérité liée à l'agriculture et à l'élevage florissants de l'époque, et ce dans toute la région de la Pampa humide de la province.